# Eduard Bendemann

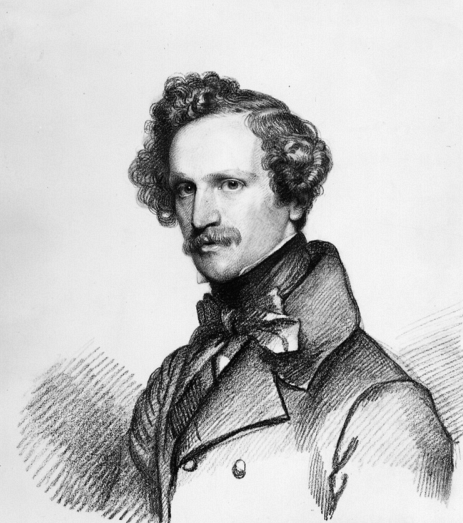
Eduard Bendemann.

Eduard Bendemann, född den 3 december 1811, död den 27 december 1889, var en tysk konstnär.
Bendemann var lärjunge till Friedrich Wilhelm von Schadow och kom att bli den främste representanten för historiemåleriet inom Düsseldorfskolan, med motiv särskilt från israeliternas historia, till exempel De sörjande judarna i Babylon. Bendemann verkade länge som professor vid konstakademin i Dresden (han målade bland annat en stor väggmålning på slottet där), men återkom sedan till Düsseldorf som konstakademins direktör.